# Invasionen af Italien
Invasionen af Italien, var de allieredes landgang på det italienske hovedland i september 1943, med general Harold Alexanders 15th Army Group (inklusiv Mark Clarks amerikanske 5th Army og Bernard Law Montgomerys britiske 8th Army) under 2. verdenskrig. Operationen efterfulgte den succesfulde invasion af Sicilien under Felttoget i Italien. Hovedinvasionsstyrken gik i land omkring Salerno på den vestlige kyst under Operation Avalanche, mens to hjælpeoperationer fandt sted i Calabrien (Operation Baytown) og Taranto (Operation Slapstick).

## Bagrund

### Allierede strategi
Efter Aksemagternes nederlag i Felttoget i Nordafrika, var der uenighed mellem de allierede om hvad det næste skridt skulle være. Winston Churchill ville bogstaveligt talt invade Italien, som han kaldte "Europas underliv" (ofte misforstået som "bløde underliv"). I Italien var den store opbakning til krigen dalende. Churchill mente, at en invasion ville få Italien ud af krigen, og dermed fjerne den italienske flåde Regia Marina i Middelhavet, hvilket ville åbne for den allierede skibstrafik. Det ville gøre det nemmere at forsyne de allierede styrker i Mellemøsten og Fjernøsten og forøge britisk og amerikansk støtte til Sovjetunionen. Ud over dette ville tyske styrker være tvunget til at kæmpe i Italien og dermed væk fra den planlagte Operation Overlord - invasionen af Normandiet og den russiske front.
General George Marshall og det meste af den amerikansk stab ville imidlertid ikke deltage i operationer, der risikerede at forsinke invasionen i Normandiet. Da det blev klart, at Operation Overlord ikke lod sig gennemføre i 1943, blev man enige om at bruge styrkerne i Nordafrika til at invadere Sicilien, uden nogen sideløbende operationer. Både Roosevelt og Churchill indså nødvendigheden af, at de Allierede hære skulle fortsætte med at angribe Aksemagterne i tiden efter det vellykkede felttog på Sicilien og frem til starten på felttoget i Nordvesteuropa. Diskussionen fortsatte under Washington-konferencen i maj, men det var først i slutningen af juli, efter at det stod klart, hvad der ville ske på Sicilien og Mussolinis fald, at Joint Chiefs of Staff gav Eisenhower instruks om at fortsætte til det italienske fastland snarest muligt.
Joint Allied Forces Headquarters (AFHQ), som havde ansvar for alle allierede landstyrker i Middelhavsområdet, planlagde og ledede invasionen af Sicilien og det italienske hovedland.
Invasionen af Sicilien i juli 1943, med kodenavn Operation Husky, var er stor succes, selvom mange af Aksemagternes styrker undgik tilfangetagelse og flygtede til hovedlandet. Aksemagterne så det som en stor succes. Mere vigtigt var dog et kup for at afsætte Benito Mussolini som statsoverhoved for den italienske regering, der begyndte at nærme sig fred med de allierede. Man mente, at en hurtig invasion af Italien måske ville fremskynde en italiensk overgivelse og få hurtige militære sejre over de tyske styrker, der kunne blive fanget i kampe i et fjendtlig land. Men, italiensk (og mere tysk) modstand viste sig at være relativt stærkt, og kampene i Italien fortsatte selv efter Berlins fald. Ud over dette, satte invasionen de allierede i en position, hvor man skulle sørge for at få mad og forsyninger frem til erobret territorium.

### Planen
Inden invasionen på Sicilien gik de allierede planer ud på, at man blot skulle krydse Messinastrædet og foretage en begrænset invasion i nærheden af Taranto. Herefter skulle styrkerne trænge op gennem Italiens tå, hvor man måtte regne med at møde både tyske og italienske styrker.
Mussolinis og fascisternes fald gjorde, at man kunne gennemføre en mere ambitiøs plan. De Allierede besluttede at supplere 8. britiske armés overgang over Messinastrædet med en erobring af havnen i Neapel. Man havde valget mellem to invasionsområder: Et ved Volturnoflodens bækken og et andet ved Salerno. Begge var inden for de allierede jagerflys begrænsede rækkevidde fra baser på Sicilien. Man valgte Salerno, da den var tættere på luftbaserne og havde bedre dybdeforhold i forbindelse med landgang fra søsiden. Her kunne landgangsskibe kaste anker tættere på strandene, og der skulle etableres kortere udkørselsveje fra strandene, hvor der i øvrigt var udmærkede veje bag strandene.
Operation Baytown var det første trin i planen, hvor den britiske 8. armé under general Bernard Montgomery krydsede Messinastrædet ved Messina og gik i land nær spidsen af Calabrien – Italiens tå. Dette skete den 3. september 1943. Den korte afstand fra Sicilien betød, at landgangsbåde kunne sejle hele vejen uden at skulle søsættes fra et større fartøj. Den 5. britiske division gik i land på nordsiden af tåen, mens 1. canadiske infanteridivision gik i land ved Kap Spartivento på sydsiden. Den britiske general Bernard Montgomery var stærkt imod Operation Baytown, fordi han forudså, at det ville en spildt indsats, da det byggede på en antagelse om, at tyskerne ville slås i Calabrien. Hvis det ikke var tilfældet, ville afledningen ikke virke, og den eneste virkning af operationen ville være at landsætte 8. armé 550 kilometer syd for hovedlandgangsstedet ved Salerno. Han fik ret. Efter at være gået i land kunne 8. armé rykke 500 kilometer nordpå til Salerno-området uden at møde anden modstand end forhindringer opstillet af ingeniørsoldater.
Planer om brug af luftbårne styrker optrådte i forskellige udgaver, som alle blev opgivet. Den oprindelige plan om at landsætte tropper i svævefly i bjergpassene ved Sorrento-halvøen oven for Salerno blev opgivet den 12. august. Seks dage senere iværksatte man Operation Giant, som gik ud på, at to regimenter fra 82. amerikanske luftbårne division skulle erobre og holde broerne over Volturno-floden. Det blev i første omgang udvidet til at omfatte hele divisionen, herunder en amfibielandsætning af svævefly-regimentet. Derpå blev det vurderet til ikke at kunne holdes forsynet logistisk og reduceret til en nedkastning af to bataljoner ved Capua for at blokere hovedvejen der. Den italienske kapitulation den 3. september betød, at man opgav Operation Giant I. I stedet gennemførte man Operation Giant II, hvor 504. faldskærmsregiment blev nedkastet ved flyvepladserne Stazione di Furbara og Cerveteri 40 kilometer nordvest for Rom. Her skulle faldskærmssoldaterne bistå italienske styrker i at redde Rom fra tyskerne, hvilket var en betingelse i den italienske våbenhvile. Da afstanden fra de allierede brohoveder udelukkede nogen større allieret støtte til de luftbårne tropper, blev 82. luftbårne divisions næstkommanderende sendt til Rom for at vurdere de italienske troppers villighed til at samarbejde med amerikanerne. Taylors vurdering var, at operationen ville være en fælde. Han anbefalede, at den blev aflyst, hvilket skete sent på eftermiddagen den 8. september, mens transportflyene var ved at forberede afgang.
Hovedlandsætningen (Operation Avalanche) blev planlagt til at finde sted en uge senere den 9. september, hvor hovedstyrken skulle gå i land omkring Salerno på den vestlige kyst. Den ville bestå af den amerikanske 5th Army under generalløjtnant Mark Wayne Clark, der var omfattet af den amerikanske VI Corps under generalmajor Ernest J. Dawley, den britiske X Corps under generalløjtnant Richard McCreery, med den amerikanske 82nd Airborne Division som reserve. I alt bestod den af otte divisioner og to brigadeer. Dens primære mål var at erobre havnen i Napoli for at sikre forsyninger. Desuden skulle soldaterne rykke til den østlige kyst for at fange Aksemagternes styrker længere mod syd. Den britiske 1st Airborne Division ville gå i land nær Taranto, på Italiens 'hæl', i Operation Slapstick, som en afledning for Salerno. Der opgave var at erobre havnen og flere omkringliggende flyvepladser og slutte sig til 8th Army, før de rykkede mod nord for at slutte sig til 5th Army nær Foggia.
Planen var vovet, men også problematisk, fordi 5. armé ville blive landsat over en 55 kilometer bred bred front med kun tre divisioner i angrebet. Desuden var de to korps langt fra hinanden, og der var en flod imellem dem. Desuden var terrænet fordelagtigt for en forsvarende styrke. En amerikansk rangerstyrke under oberst William O. Darby bestående af tre US Ranger-bataljoner og to British Commando-enheder fik til opgave at holde bjergpassene, som førte op til Napoli, men der var ingen plan for, hvordan styrken skulle få forbindelse til 10. korps' opfølgende enheder. Endelig, selv om det var usandsynligt, at man kunne opnå taktisk overraskelse, beordrede Clark ikke noget forberedende bombardement fra flåden – selv om erfaringerne fra Stillehavet viste, at det var nødvendigt.
Seks tyske divisioner var placeret, så de kunne dække mulige landsætningssteder på vestkysten af Italien fra Rom til tåen, nemlig panserdivisionen Hermann Göring , 26. og 16. panserdivision, 15. og 29. pansergrenader division og 2. faldskærmsdivision. Heinrich von Vietinghoff, der havde kommandoen over 10. armé, placerede specifikt 16. panserdivision i bakkerne over Salernosletten.
Operation Avalanche blev planlagt under navnet Top Hat og hjulpet af vildledningsplanen Operation Boardman, en falsk trussel om en allieret invasion af Balkan.

## Slaget

### Operationer i det sydlige Italien
Den 3. september 1943 begyndte den britisk Eighth Armys XIII Corps, som bestod af britiske og canadiske enheder og ledet af generalløjnant Miles Dempsey, Operation Baytown under ledelse af general Bernard Montgomery. Modstanden mod landgangene var svag, og de italienske enheder overgav sig næsten med det samme. Albert Kesselring og hans stab mente ikke, at landgangene i Calabrien var de Allieredes hovedangrebsmål, da Salerno-regionen eller muligvis nord for Rom ville være mere logisk. Han beordrede derfor general Traugott Herrs LXXVI Panzerkorps til at trække sig tilbage fra kampene mod Eighth Army, hvilket betød at 29. Panzer Grenadier Divisions 15. Panzergrenadier Regiment var de eneste i Italiens 'tå'. Den 3. september var hovedparten af denne enhed i de forberedte stillinger ved Bagnara, som lå omkring 40 kilometer fra landgangsområderne, hvorfra enhederne havde ordrer til at holde indtil den 6. september. Herefter skulle de trække sig tilbage for at slutte sig til resten af 29. panzergrenadierdivision, som var koncentreret ved Castrovillari omkring 130 kilometer bagude. Krüger-slaggruppen (to bataljoner fra 71. panzergrenadierregiment, 129. rekognosceringsbataljon og afdelinger af artilleri og ingeniører) under 26. panserdivision, ville så stå ved Nicotera, 24 kilometer op langs kysten fra Bagnara.
Den 4. september nåede den britiske 5. infanteridivision Bagnara Calabra og koblede sig sammen med 1st Special Reconnaissance Squadron (som ankom med skib). Herefter kørte de den 3. bataljon, 15. panzergrenadierregiment ud fra deres position. Den 7. september var der kontakt med Krüger-kampgruppen. Den 8. september gik 231st Independent Brigade Group, under brigadegeneral Robert "Roy" Urquhart i land ved Pizzo Calabro omkring 24 kilometer bag Nicotera-forsvarsværkerne. De blev angrebet fra nord af en mobil styrke fra den 26. panserdivision og fra syd af Krüger-kampgruppen, som trak sig ud af Nicotera-stillingen. Efter en indledende angreb, som ikke gjorde fremskridt, trak Krüger-kampgruppen sig væk, mens den nordlige angreb fortsatte hele dagen, før hele den tyske styrke trak sig væk i skumringen.
Fremskridtene var langsomme, da nedrevne broer, vejspærringer og miner forsinkede Eighth Army. Terrænet i Italiens tå gjorde det umuligt at omgå forhindringer. Derfor var de allieredes hastighed helt afhængig af den hastighed, hvormed deres ingeniører kunne rydde forhindringer. Således viste Montgomerys indvendinger mod operationen sig at være korrekte: Eighth Army kunne ikke binde tyske enheder, der nægtede kamp, og den største hindring for deres fremrykning var terrænet og tyske nedrivninger af veje og broer.
Den 8. september havde Kesselring koncentreret Heinrich von Vietinghoffs 10. armé til at være klar til en hurtig reaktion i tilfælde af en allieret landgang. I Calabrien havde Herr's LXXVI panzerkorps koncentreret to divisioner i Castrovillari-området, mens den tredje division, 1. faldskærm modsatte sig landgangene ved Taranto, hvilket efterlod Kampgruppe von Usedom, som bestod af en enkelt bataljon (1/67. panzergrenadierregiment), med afdelinger af artilleri og ingeniør som baggarde i tåen. I mellemtiden var Hubes XIV panzerkorps blevet sat i stilling til at modstå mulige landgange fra havet med 16. panzerdivision i Salerno-bugten, Hermann Göring-divisionen nær Napoli og den 15. panzergrenadierdivision i nord ved Gaeta-bugten.
Den 8. september, før hovedinvasionen, blev Italiens overgivelse bekendtgjort til de allierede. Italienske enheder stoppede kampene, og flåden sejlede til allierede havne for at overgive sig. De tyske styrker i Italien var imidlertid forberedt på dette og afvæbnede italienske enheder og besatte vigtige forsvarspositioner.
Operation Slapstick begyndte den 9. september. Som den første enhed af 1st Airborne ankom fire britiske krydsere, en amerikansk krydser og den britiske hurtige minelæggeren HMS Abdiel. De opdagede de italienske slagskibe Andrea Doria og Caio Duilio, der med to krydsere var på vej for at overgive sig i Malta. Der var ingen tyskere i Taranto, hvorfor troppernes landgang ingen modstand mødte. De eneste tab fandt sted, da Abdiel, som lå for anker, ramte en mine og sank på få minutter. Minesprængningen dræbte 168 og sårede 126. Den 11. september, hvor patruljer blev sendt længere væk, var der nogle hårde træfninger med elementer af den tyske 1. faldskærmsdivision, selvom den tyske division kunne gøre meget mere end at træffe og falde tilbage, fordi hovedparten af dens styrke var knyttet til 26. panzer- og Herman Göring-divisionerne ved Salerno. Det var i en af disse handlinger, at den britiske divisionens chef, generalmajor George Hopkinson, blev såret og efterfølgende døde. Den 11. september blev havnene i Bari og Brindisi besat fra italiensk kontrol.

### Landgange ved Salerno
Operation Avalanche – hovedinvasionen ved Salerno af den amerikanske 5th Army – begyndte den 9. september. For at sikre overraskelsesmomentet blev det besluttet at angribe uden forudgående flåde- eller luftbombardement. Den taktiske overraskelse blev dog ikke opnået. Da den første bølge af den amerikanske 36th Infantry Division nærmede sig kysten ved Paestum, udråbet en højtaler fra landgangsområdet på engelsk: "Come on in and give up. We have you covered." De Allierede tropper angreb ikke desto mindre.
Generalmajor Rudolf Sieckenius, som lederede den 16. panzerdivision, havde organiseret sine styrker i fire blandede mixed arms slaggrupper placeret med omkring 10 kilometers mellemrum og 5-10 kilometer tilbage fra strandene. Dőrnemann-gruppen var lige øst for Salerno og var derfor modsat 46. division, da den landede. Stempel-kampgruppne var mellem Pontecagnano og Battipaglia og stod derfor over for 56th Division). Holtey-kampgruppen var i en reserverolle ved Persano på Sele-floden, som dannede korpsets grænse mellem X og VI korps. Von Doering-kampgruppen var ansvarlig for Albanella ved Rutino-sektor 12 kilometer syd-øst for Ogliastro, noget syd for 36th Divisions strande.
X Corps, bestående af den britiske 46th og 56th Divisions og en let infanteristyrke fra de amerikanske Rangers og britiske Commando under brigadegeneral 'Lucky' Laycocks 2nd Special Service Brigade oplevede blandede reaktioner ved sine landgange. Rangers mødte ingen modstand. Med støtte fra kanoner på HMS Ledbury erobrede de deres mål, som var bjergpassene, mens Commandos fra No. 2 Army Commando og 41st R.M. Commando også var uden kontakt og sikrede højderne på hver side af vejen gennem La Molina-passet på hovedvejen fra Salerno til Napoli. Først rykkede lette enheder fra 2nd Commando sig mod Salerno og skubbede en lille styrke af tanks og pansrede biler fra 16. panzerrekonigseringsbataljon tilbage.
To britiske infanteridivisioner mødte dog beslutsom modstand og måtte kæmpe sig vej i land med hjælp af flådebombardementer. Dybden og intensiteten af tysk modstand tvang de britiske ledere til at koncentrere deres styrker, snarere end at køre for en linkup med amerikanerne mod syd.
Ved Paestum fik de to ledende bataljoner af 36th (Texas) Division (fra 141 og 142nd Regimental Combat Teams) en varm modtagelse fra to kompagnier fra von Doerings gruppe. Divisionen havde ikke været i kamp før, og som et resultat af den italienske overgivelse var der en generel opfattelse blandt soldaterne af, at landgangene ville være rutine. 141st RCT mistede samhørighed og mislykkedes at vinde enhver dybde i løbet af dagen, hvilket umuliggjorde landgang af støttevåben og -lagre, hvilket betød, at de måtte undvære artilleri og anti-tank-kanoner. Men 142nd RCT klarede sig bedre og med støtte fra 143rd RCT, som var reservenformation og var landet klokken 8 om morgenen, var de i stand til at skubbe fremad.
Ved udgangen af den første dag havde 5th Army, selvom de ikke havde opnået alle sine mål, gjort en lovende start: X Corps' to angrebsdivisioner havde skubbet 8-12 kilometer ind i land, og specialstyrker havde rykket nord tværs over Sorrento-halvøen og ledte ned på Napolisletterne. Mod syd, havde 36th Division etableret sig på sletten til højre for Sele-floden til en dybde på 8 kilometer, selvom 141st RCT stadig sad fast nær stranden. Imidlertid havde kommandør for XIV panserkorps Hermann Balck set 16. panzerdivisions kampgrupper fungere efter hensigten. Han beordrede både Hermann Göring-divisionen syd til kampen. Senere på dagen var disse tropper i stand til at beordre 15. panzergrenadier sammen. I mellemtiden mod syd, havde 29. panzergrenadierdivision fra LXXIV panserkorps også været rettet til Salerno. Ingen af parterne havde vundet initiativet.

### Konsolidering af brohovedet
I de næste tre dage kæmpede de Allierede for at udvide deres brohoved. Men tyskerne forsvarede stædigt for at maskere opbygningen af deres forstærkninger til en modoffensiv. Den 10. september besøgte Clark slagmarken og vurderede, at det var usandsynligt, at X Corps ville være i stand til at skubbe hurtigt øst forbi Battipaglia for at tilstutte sig med VI corps. Da X Corps' hovedlinje af fremstød var at være nord mod Napoli, besluttede han at flytte VI Corps til den venstre grænse, nord for Sele-floden, og flytte hovedparten af 45th Division ind i hullet. Med betragtningen af de fjendtlige forstærkninger, som nærmede sig fra nord, beordrede han også en bataljon at styrke Rangers den næste dag. I samme periode filtrerede tyske forstærkninger ind i slagmarken. Enheder, som havde mangel på transport og udsat for andre forsinkelser, ankom stykkevis og blev dannet i ad hoc-kampgrupper til øjeblikkelig indsats. Den 13. september var alle de umiddelbart tilgængelige forstærkninger ankommet, herunder yderligere elementer fra 3. panzergrenadierdivision, der var blevet frigivet af Kesselring fra længere mod nord i nærheden af Rom. Derimod blev den allierede opbygning begrænset af den begrænsede transport til rådighed for operationen og den forudbestemte tidsplan for opbygningen baseret på, hvor i planlægningsfasen det var blevet forudset, at slaget ville udvikle sig. Den 12. september var det blevet klart, at 5th Army havde en akut mangel på infanteri på jorden. Den 12. september rapporterede General Alexander til London: "I am not satisfied with the situation at Avalanche. The build-up is slow and they are pinned down to a bridgehead which has not enough depth. Everything is being done to push follow-up units and material to them. I expect heavy German counter-attack to be imminent."
Den 12. september havde X Corps taget en forsvarsposition, fordi hver bataljon var engagerede, og der var ingen reserver til at danne et angreb. I syd havde 36th Division gjort visse fremskridt, men hen imod middagstid havde et modangreb med elementer af den 29. panzergrenadierdivision overløbet 1st Battalion, 142nd Infantry Regiment.

### Tyske modangreb
Mellem den 12. og 14. september udførte tyskerne modangreb med dele fra seks divisioner af motoriserede styrker. De håbede at kunne skubbe Salerno-brohovedet tilbage ud i havet, før de kunne slutte sig til den britiske 8th Army. De allierede tog tunge tab. De amerikanske tropper var især for spredt til at modstå angrebene. Hele 2nd Battalion 143rd Infantry fra 36th Division var fanget mellem tyske kampvogne var nærmest ødelagt.
Til venstre for VI Corps, hvor den amerikanske 45th Infantry Division var landet og rykket ind i linjen for at fylde området som tidligere var tildelt X Corps, fik tyske Panzerenheder betydelige gevinster. Den 13. september, til højre for 45th Division gav plads for et hul mellem de to amerikanske divisioner, hvor Sele-floden og Calore Lucano-floden løb sammen. Det tyske pansrede angreb knapt 7 kilometer fra den forreste forsyningspladser på brohovedet blev stoppet af artilleri, flådebeskydning og en improviseret infanteriposition bemandet med artillerister.
De fremadrettede enheder af begge divisioner blev trukket tilbage bag floden T. La Caso for at reducere længden af de defensive linjer. Den nye perimeter blev holdt med hjælp fra den 82. luftbårne division. To bataljoner bestående af 1.300 faldskærmstropper fra 504th Parachute Infantry Regiment, efter aflysningen af Giant II, var blevet udtaget til udføre den endelige udgave af Operation Giant I ved Capua om aftenen den 13. september. I stedet sprang de inde i brohovedet, styret af transponderradar og rykkede straks ind i linje til højre for VI Corps. Den næste nat, med krisen overstået, sprang 2.100 soldater fra 505th Parachute Infantry Regiment også i faldskærm ind i brohoved og styrkede 504th. 325th Glider Infantry Regiment, styrket af 3rd Battalion 504th PIR, landede af havvejen den 15. september. En natlanding af 600 faldskærmstropper fra 2nd Battalion 509th Parachute Infantry for at forstyrre de tyske bevægelser bag linjerne i nærheden af Avellino var spredte og mislykkedes, og medførte betydelige tab.
Med stærkt flådestøtte og godt hjulpet af 5th Armys artilleri besejrede de forstærkede og omgruppede infanterienheder alle tyske forsøg på at finde et svagt punkt i linjerne den 14. september. De tyske tab, særligt hvad angår kampvogne, var store.

### Eighth Army beordret til at lægge pres
Den 9. september var Montgomerys formationer blevet spændt ud langs de kystnære veje i Italiens 'tå'. Opbygningen over Messina-strædet havde vist sig langsom, og han var derfor i mangel på transport. Den 9. september besluttede han at standse sine formationer og reorganisere før fremrykningen, men Alexander svarede den 10. september, at "Det er af yderste vigtighed, at du opretholde presset på tyskerne, så de ikke kan fjerne styrker fra din front og koncentrere dem mod Avalanche. Denne besked blev yderligere forstærket den 12. september ved et personligt besøg fra Alexanders stabschef, brigadegeneral A. A. Richardson. Montgomery havde ikke noget valg, og mens han reorganiserede hoveddelen af hans tropper sendt lette styrker op langs kysten, der nåede Castrovillari og Belvedere den 12. september, stadig omkring 130 kilometer fra Salerno-slagmarken. Den 14. september var han i stand til at starte en mere generel fremrykning og 5. infanteridivision havde nået Sapri (40 km længenere end Belvedere) den 16. september, hvor patruljer taget kontakt med patruljer fra VI Corps' 36th Division.

### Tysk tilbagetækning
Tyskerne fortsatte kampene til den 15. september, men da det stod klart tidligt den 6. september, at de allierede var for stærke og havde for gode stillinger til, at de lod sig fortrænge, beordrede von Vietinghoff den 10. armé til at trække sig tilbage mod nord, under dækning af dygtige forsinkningsaktioner. Patruljer i både de allieredes korps områder den 17. september fandt ud af, at tyskerne havde brudt kontakten overalt ved brohovedet. Efter at have gensikret alle mål den 18. september, begyndte 5th Army at rykke frem mod nord.

### Salerno-mytteriet
Salerno-slaget var også stedet for Salerno-mytteriet, der involverede omkring 600 mænd fra det britiske X Corps, som den 16. september nægtede at lade sig erstatte af nye enheder. De havde tidligere forstået, at de vil komme tilbage til deres egne enheder, som de var blevet adskilt fra i felttoget i Nordafrika, hovedsageligt fordi de var sårede. Til sidst overtalte korpslederen, McCreery, de fleste af hans mænd til at følge hans ordrer. Underofficerene, der ledede mytteriet, blev dømt til døden, men fik siden lov at vende tilbage til deres enheder, og dommen blev aldrig eksekveret.

### Yderligere allierede fremrykninger
Da brohovedet ved Salerno var sikret, begyndte 5. armés angreb mod nordvest i retning af Napoli den 19. september. 82. luftbårne blev afløst efter at have lidt svære tab nær Altavilla Silentina og overført til 10. korps, hvor de sluttede sig til Rangers og den britiske 23. pansrede brigade på Sorrento-halvøen for at angribe de tyske forsvarere ved Nocera Inferiore i flanken, mens de var under angreb af 46. division. Den britiske 7. pansrede division passerede gennem 46. division og fik til opgave at indtage Napoli, mens den nyligt landsatte amerikanske 3. infanteridivision erobrede Acerno den 22. september og Avellino den 28. september.
8th Army havde gjort gode fremskidt fra tåen over for tyske ingeniørtropper og sluttede sig til 1. luftbårne division på adriaterhavskysken. Det sammenkædede den venstre side af fronten med 5. armé på højre side den 16. september og rykkede frem langs Adriaterhavskysken og erobrede flyvepladserne nær Foggia den 27. september. Foggia var et vigtigt allieret mål, fordi de store flyvepladser ville give de allierede luftstyrker muligheden for at ramme nye mål i Frankrig, Tyskland og på Balkan.
A eskadronen fra King's Dragoon Guards gik ind i Napoli den 1. oktober, hvor besættelsesstyrkerne netop var blevet fordrevet under en opstand). Hele 5. armé, som nu bestod af tre britiske og fem amerikanske divisioner, nåede frem til linjen ved Volturno-floden den 6. oktober. Floden fungerede som en naturlig forsvarsbarriere, der sikrede Napoli, Campainia-sletten og de vigtige flyvepladser på den mod tyske modangreb. Imens var den britiske 8. armé på Adriaterhavskysken rykket frem til en linje fra Campobasso til Larino og Termoli ved Biferno-floden.

## Efterspil
Den tyske 10. armé var kommet tæt på at erobre brohovedet ved Salerno. Den stædige modstand i starten fra 16. panserdivisions kampgrupper og tyskernes evne til at forstærke dem hurtigere, end de allierede kunne landsætte yderligere enheder fra havet eller luften, havde næsten fået slaget til at vende. 5. armés planlægger havde koncentreret hovedvægten af styrkerne i 10. korps på venstre fløj i overensstemmelse med det oprindelige mål om at rykke frem mod Neapel. Det havde efterladt højre fløj tyndt besat og efterladt en særlig svaghed ved korpsgrænsen. . Endelig var tyskerne, som var opmærksomme på den begrænsede tid, de havde til rådighed til at nedkæmpe landsætningerne ved Salerne, da 8. armé nødvendigvis måtte dukke op, nødt til at foretage overilede og ukoordinerede forsøg på at opnå en hurtig afgørelse og havde ikke evnet at gennembryde de allierede linjer og udnytte det over for de allieredes totale overlegenhed i luft og støtte fra artilleri på landjorden og fra flåden. De allierede havde været heldige med, at Adolf Hitler denne gang havde støttet det synspunkt, som lederen af armégruppen i Norditalien, feltmarskal Erwin Rommel, havde fremført, og havde besluttet, at et forsvar af Italien syd for Rom ikke havde strategisk betydning. Som følge heraf havde Kesselring ikke fået tilladelse til at hente reserver fra den nordlige armégruppe.
Den efterfølgende succes for 10. armé i at tilføje tunge tab, og Kesselrings strategiske argumenter, førte til, at Hitler gik med til, at de allierede skulle holdes så langt væk fra Tyskland som muligt og forhindres i at få olieressourcer fra Balkan. Den 6. november udnævnte Hitler Rommel til at føre tilsyn med opbygningen af af forsvaret i Nordfrankrig og gav Kesselring kommandoen over hele Italien mod et løfte om at holde Rom på tyske hænder længst muligt. 
I starten af oktober var hele Syditalien i allierede hænder, og de allierede hære stod over for Volturno-linjen, den første af en række forberedte forsvarslinjer tværs over Italien. Her valgte tyskerne at kæmpe henholdende slag, hvor de langsomt trak sig tilbage, men fik tid til at færdiggøre Gustav-linjen, som var deres stærkeste forsvarslinje syd for Rom. De Allieredes næste skidt i Felttoget i Italien blev de hårde og lange slag mod dygtige, beslutsomme og godt forberedte forsvarere, som havde terræn og vejrforhold på deres side. Det tog frem til midten af januar 1944 at kæmpe sig gennem linjerne Volturno, Barbara og Bernhardt og nå frem til Gustav-linjen, rygraden i Vinter-linjen. Hermed var scenen klar til de fire slag om Monte Cassino, som fandt sted mellem januar og maj 1944.

### Clark's udmærkelse
General Mark Wayne Clark blev tildelt Distinguished Service Cross, den næsthøjeste amerikanske udmærkelser, for tapperhed i kamp, for sin indsats under krisen. Han blev ofte set i de forreste stillinger og opmuntrede styrkerne. Historikeren Carlo D'Este hævder imidlertid, at Clarks dårlige planlægning af operationen var den egentlige årsag til krisen. Clark selv bebrejdede 8. armés langsomme fremrykning for brohovedskrisen, hvilket ikke var helt forkert.

## Invasionen af Italien i fiktionen
- To Hell and Back: film fra 1955.
- Medal of Honor: Airborne: videospil fra 2007.

## Fodnoter
1. ↑  Molony, s. 186.
2. ↑  Molony, s. 185-197.
3. ↑  John Grigg, 1943: The Victory that Never Was
4. 1 2  Molony, p. 239.
5. ↑  Molony, p. 241.
6. ↑  Clark, p.20.
7. ↑  Molony, p. 245.
8. ↑  Molony, p. 267.
9. 1 2  Molony, p. 243.
10. ↑  Molony, p. 268.
11. 1 2  Molony, p. 280.
12. ↑  Molony, pp. 280-281.
13. ↑  Molony, p. 281.
14. ↑  Molony, p. 276.
15. ↑  Molony, p. 289.
16. ↑  Molony, p. 293.
17. ↑  Molony, p. 294.
18. ↑  Molony, p. 304.
19. ↑  Molony, p. 299.
20. ↑  Molony, p. 300.
21. ↑  Molony, p. 244.
22. 1 2  Molony, p. 246.
23. ↑  Molony, p. 328.
24. ↑   Orgill, The Gothic Line, s. 5
25. ↑  Mavrogordato, s. 321

## Eksterne links
- http://www.vac-acc.gc.ca/remembers/sub.cfm?source=history/secondwar/Italy&CFID=7306822&CFTOKEN=14403978 Arkiveret 27. marts 2010 hos  Wayback Machine
- (engelsk) Detaljer om flådeoperationerne omkring landgangen i Italien
- (engelsk) Royal Engineers Museum Arkiveret 3. maj 2009 hos  Wayback Machine Royal Engineers and Second World War (Italy)
- (engelsk) Gennemgang af felttoget i Italien
- (engelsk) One of Many - Overblik over 10 korps ved Salerno